# We Need a Little Christmas
We need a little Christmas  è una moderna canzone natalizia statunitense, scritta nel 1966 da Jerry Herman, originariamente per il musical di Broadway Mame, dove fu  interpretata per la prima volta da Angela Lansbury.

## Testo
Il testo parla di una famiglia, che, trascorsa una settimana dal Ringraziamento, si sta preparando ad organizzare anticipatamente il Natale (nel musical su esortazione del personaggio di Mame).

## Versioni discografiche & interpretazioni varie
Oltre che da Angela Lansbury, il brano è stato interpretato anche da:
- Lucille Ball (nella versione cinematografica di Mame)
- Tom Chepokas
- Jane Connell
- The Countdown Kids
- Percy Faith
- Kathie Lee Gifford
- Kimberley Locke (2008)
- Johnny Mathis (in Christmas Eve with Johnny Mathis, 1986)
- New Christy Minstrels
- Rikki Rumball
- Dinah Shore
- Jimmy Sturr
- Patrick Wilson
- Andy Williams (nell'album We Need a Little Christmas del 1997)
- Sharon, Lois & Bram